# 史贊舜
史贊舜（1585年—？年），字元亮，湖廣常德府龍陽縣人，軍籍，明朝政治人物。

## 生平
萬曆三十四年丙午科湖广乡试第八十二名舉人，萬曆三十八年（1610年）庚戌科會試二百五十六名，第三甲第一百七十七名進士。刑部觀政。授浙江開化縣知縣，改南京應天府儒學教授。丁憂。四十五年復補順天府教授。四十六年陞國子監助教。累官戶部郎中、夔州府知府，天啓六年（1626年）四月陞贵州督粮道副使，七月调任四川副使，治兵松潘，恢疆二百四十餘里，晋本省参政。崇祯三年（1630年）五月升雲南按察使，十二年己卯（1639年）以原官調江西左布政使，累晉太常寺正卿。著有《服曹集》、《夔府經營記》、《西征紀行》、《攸園集》。

## 著作
- 《宿金牛山寺》

石墩參差徑轉晴，閒來遊賞驅冬晴。
高林靜擁松百尺，杳聞寒傳磬一聲。
霜引澗光煙未斷，竹生簾影月初明。
素食去日慚明主，偶到禪關夢亦驚。

## 家族
曾祖史廷佐，壽官；祖史价，封知縣；父史與祿，壬午舉人、河南武陟知縣；母馬氏（封孺人）。慈侍下。兄史贊成，弟史贊曾。子純臣；世臣。